# Kuwarbav
Kuwarbav es una ciudad censal situada en el distrito de Ratnagiri en el estado de Maharashtra (India). Su población es de 6497 habitantes (2011). Se encuentra a 9 km de Ratnagiri.

## Demografía
Según el censo de 2011 la población de Kuwarbav era de 6497 habitantes, de los cuales 3327 eran hombres y 3170 eran mujeres. Kuwarbav tiene una tasa media de alfabetización del 92,88%, superior a la media estatal del 82,34%: la alfabetización masculina es del 95,51%, y la alfabetización femenina del 90,12%.